# Valore (singolo)
Valore è un singolo della cantante italiana Chiara Galiazzo, pubblicato il 10 gennaio 2025.

## Descrizione
Il brano è stato scritto dalla stessa Chiara Galiazzo e da Giovanni Rinaldi (Piccolo G), Alessandro Casillo e Daniele Autore. Escluso da Sanremo 2025, è stato presentato dal vivo in televisione nel dicembre 2024 e pubblicato nel gennaio seguente. Secondo l'artista:

## Video musicale
Il video musicale, diretto da Lucrezio Catapano e girato per le strade di Milano, è stato pubblicato in concomitanza all'uscita del brano attraverso il canale YouTube della cantante.

## Tracce
Testi e musiche di Chiara Galiazzo, Giovanni Rinaldi, Alessandro Casillo, Daniele Autore.
1. Valore – 3:01